# Nemophora aglaospila
Nemophora aglaospila är en fjärilsart som beskrevs av Edward Meyrick 1928. Nemophora aglaospila ingår i släktet Nemophora och familjen antennmalar. Inga underarter finns listade i Catalogue of Life.